# 조미령 (1973년)
조미령(趙美鈴, 1973년 4월 16일~ )은 대한민국의 배우이다.
1982년 호주로 가족 모두 이민을 갔다가 1994년 한국 서울로 돌아오며 연극배우로 첫 데뷔를 하였다. 이듬해 1995년 MBC 문화방송 24기 공채 탤런트로 정식 데뷔하였다.

## 학력
- 이화여자고등학교 졸업
- 서울예술전문대학 연극과 졸업

## 출연작

### 드라마
- 1995년 MBC 수목드라마 《숙희》
- 1995년 MBC 아침드라마 《진실》
- 1995년 MBC 특별기획 드라마 《제4공화국》 ... 정인숙 역
- 1996년 MBC 주말연속극 《동기간》 ... 박미령 역
- 1996년 MBC 월화 미니시리즈 《그들의 포옹》
- 1996년 MBC 수목 특별기획 드라마 《미망》
- 1996년 MBC 금요 수사드라마 《강력반》
- 1997년 MBC 미니시리즈 《별은 내 가슴에》 ... 이화 역
- 1998년 KBS1 일일연속극 《내사랑 내곁에》 ... 유나경 역
- 1998년 MBC 미니시리즈 《사랑》
- 1998년 MBC 미니시리즈 《맨발로 뛰어라》
- 1998년 SBS 드라마스페셜 《단단한 놈》
- 2001년 SBS 드라마스페셜 《수호천사》 ... 여은주 역
- 2002년 KBS2 청소년드라마 《학교 4》 ... 강혜미 역
- 2002년 SBS 일일시트콤 《대박가족》 ... 임미령 역
- 2003년 MBC 월요 법정 드라마 《실화극장 죄와 벌》 ... 담당 검사 역
- 2004년 MBC 수목미니시리즈 《천생연분》 ... 조안나 역
- 2004년 MBC 일요 명랑가족시트콤 《아가씨와 아줌마 사이》 ... 형기네 큰며느리 역
- 2004년 MBC 소설극장 《열정》 ... 최강지 역
- 2005년 SBS 월화드라마 《세잎클로버》 ... 김성실 역
- 2005년 SBS 아침연속극 《여왕의 조건》 ... 남난주 역
- 2005년 SBS 드라마스페셜 《돌아온 싱글》 ... 강혜란 역
- 2005년 KBS2 HD 특별기획 드라마 《황금 사과》 ... 미자 역
- 2006년 MBC 수목미니시리즈 《닥터 깽》 ... 소마리 역
- 2006년 KBS1 일일연속극 《열아홉 순정》 ... 나팔자 역
- 2006년 KBS2 일일시트콤 《웃는 얼굴로 돌아보라》
- 2006년 SBS 월화드라마 《독신천하》 ... 조민숙 역
- 2007년 MBC 수목미니시리즈 《고맙습니다》 ... 박소란 역
- 2007년 SBS 아침연속극 《사랑하기 좋은 날》 ... 김명진 역
- 2008년 SBS 월화드라마 《사랑해》 ... 나진희 역
- 2009년 SBS 대하사극 《자명고》 ... 미추 역
- 2009년 OCN 금요 오리지널 드라마 《조선추리활극 정약용》
- 2010년 KBS2 HD 특별기획드라마 《추노》 ... 큰 주모 역
- 2010년 SBS 주말 특별기획 드라마 《인생은 아름다워》 ... 양수자 역
- 2010년 tvN 금요 미니시리즈 《위기일발 풍년빌라》 ... 홍 마담 역
- 2011년 KBS2 드라마 스페셜 《남자가 운다》 ... 영채 역
- 2011년 ~ 2012년 KBS2 주말연속극 《오작교 형제들》 ... 정윤숙 역 (특별출연)
- 2011년 MBC 수목미니시리즈 《지고는 못살아》 ... 김영주 역
- 2011년 MBC 창사50주년 특별기획드라마 《빛과 그림자》 ... 순애 역
- 2012년 MBC 주말 특별기획 드라마 《닥터 진》 ... 비단상인 역 (특별출연)
- 2012년 MBC 일일연속극 《오자룡이 간다》 ... 이기영 역
- 2013년 SBS 특별기획 《출생의 비밀》 ... 심연정 역
- 2013년 KBS2 수목드라마 《비밀》 ... 홍인주 역
- 2014년 SBS 월화드라마 《유혹》 ... 명화 역
- 2014년 MBC 수목 미니시리즈 《미스터 백》 ... 최미혜 역
- 2015년 KBS2 드라마 스페셜 《붉은 달》 ... 중년 여인 역
- 2015년 KBS2 저녁 일일연속극 《다 잘될 거야》 ... 배동숙 역
- 2015년 KBS2 주말연속극 《부탁해요, 엄마》 ... 한은옥 역
- 2017년 KBS2 월화드라마 《쌈 마이웨이》... 백화점 VIP 고객 역 (특별출연)
- 2017년 KBS2 월화드라마 《학교 2017》 ... 장소란 역
- 2018년 MBC 주말 특별기획 드라마 《밥상 차리는 남자》 ... 최 데레사 역
- 2018년 KBS2 저녁 일일연속극 《인형의 집》 ... 은숙자 역
- 2018년 MBC 주말 특별기획 드라마 《숨바꼭질》 ... 박해란 역
- 2019년 MBC 주말 특별기획 드라마 《황금정원》 ... 한수미 역
- 2019년 KBS2 월화 미니시리즈 《너의 노래를 들려줘》 ... 서수향 역
- 2020년 KBS2 주말연속극 《한 번 다녀왔습니다》 ... 홍연홍 역 (특별출연)
- 2020년 KBS1 저녁 일일연속극 《누가 뭐래도》 ... 이지란 역
- 2022년 KBS1 저녁 일일연속극 《으라차차 내 인생》... 방혜란 역
- 2023년 MBC 저녁 일일연속극 《하늘의 인연》... 채영은 역
- 2024년 KBS1 일일드라마 《수지맞은 우리》... 장윤자 역
- 2024년 KBS2 주말연속극 《다리미 패밀리》 ... 노애리 역

### 영화
- 2003년 《조폭 마누라 2 - 돌아온 전설》 ... 금은방 역
- 2003년 《위대한 유산》 ... 미애 역
- 2004년 《어깨동무》 ... 미숙 역
- 2005년 《연애술사》 ... 이선희 역
- 2006년 《뚝방전설》 ... 심정순 역
- 2008년 《대한이, 민국씨》 ... 미용실 언니 역
- 2008년 《님은 먼 곳에》 ... 제니 역

### 광고
- 2004년 삼성 DVD콤보레코더 - 결혼식
- 2004년 삼성 DVD콤보레코더 - 아기 편
- 2004년 해찬들 태양초 고추장 - 여가 편
- 2004년 해찬들 태양초 고추장 - 낙지 외 시리즈
- 2005년 해찬들 태양초 고추장 - 맛있게 매워야 태양초지
- 2005년 LG텔레콤 Bank on - 집계약편
- 2009년 LG생활건강 - 청윤진
- 2010년 농심 안성탕면 - 안성댁편 (with 김지석)

### MC
- 2004년~2005년 MBC 《TV특종 놀라운 세상》 MC

## 수상 및 후보
| 연도 | 시상식        | 부문                      | 작품     | 결과 |
| ---- | ------------- | ------------------------- | -------- | ---- |
| 2002 | SBS 연기대상  | 시트콤부문 연기상         | 대박가족 | 수상 |
| 2005 | 제42회 대종상 | 여우조연상                | 연애술사 | 후보 |
| 2008 | SBS 연기대상  | 특별기획 부문 여자 조연상 | 사랑해   | 후보 |
| 2010 | KBS 연기대상  | 여자 조연상               | 추노     | 후보 |
| 2018 | MBC 연기대상  | 주말특별기획부문 조연상   | 숨바꼭질 | 후보 |